# مهدي حواص
مهدي حواص هو رجل أعمال تونسي شغل منصب وزير التجارة والصناعات التقليدية في حكومة محمد الغنوشي الثانية وحكومة الباجي قايد السبسي.